# Bruno Bruni junior
Bruno Bruni Jr. (* 19. März 1979) ist ein belgisch-italienischer Schauspieler.

## Leben
Bruni Jr. ist der Sohn des italienischen Malers und Bildhauers Bruno Bruni und der belgischen Schauspielerin Margit Bruni. Nach seinem Abitur ging Bruni 1998 nach Südkorea, um dort die Sprache zu lernen und Taekwondokurse zu besuchen. Während seines Aufenthalts wurde Bruni für Modefotos entdeckt und arbeitete in Korea zunächst als Fotomodell. Er absolvierte ein erfolgreiches Casting für eine koreanische Reality-Show. In der Show Korea Shows Itself wanderte er als Ausländer mit Rucksack ohne Geld zwei Monate durchs Land. Dann spielte er in Korea in einigen Seifenopern mit, meist in der Rolle des Ausländers oder Exoten. Außerdem war er als Moderator tätig. Unter anderem moderierte er 2002 Veranstaltungen während der Fußballweltmeisterschaft und war Moderator mehrerer Musikevents. 2002 kehrte Bruni nach Deutschland zurück.
Im deutschen Fernsehen spielte er, gemeinsam mit Rhon Diels, 2005 seine erste Hauptrolle als Luca Pirani, Mittelfeldspieler und Single, in der Serie Das geheime Leben der Spielerfrauen. 2005 erhielt er an der Seite von Charlize Theron eine Mini-Rolle als Soldat in dem amerikanisch-deutschen Science-Fiction-Film Æon Flux. 2006 folgte mit der Rolle des Schülers Florian eine Hauptrolle in der TV-Teeniekomödie Schüleraustausch – Die Französinnen kommen. 2007 übernahm er die durchgehende Serienrolle des Jasko Neudorf in der ZDF-Fernsehserie girl friends – Freundschaft mit Herz. Das ZDF besetzte Bruni außerdem in dem Fernsehfilm Sommer der Liebe, der im April 2007 in der Reihe der Rosamunde-Pilcher-Verfilmungen erstausgestrahlt wurde. 2008 war er neben Christian Kohlund als junger Jurastudent Sebastian Sellmann in der ARD-Fernsehreihe Das Traumhotel zu sehen.
Von 2009 bis 2010 spielte er den Polizeiermittler Jean-Marc Lagarde in der deutsch-französischen Krimireihe Kommissar LaBréa. Im Oktober 2016 war Bruni im Rahmen der ZDF-„Herzkino“-Filmreihe in dem Fernsehfilm Ein Sommer in Südfrankreich in der männlichen Hauptrolle zu sehen. Er spielte André Vidal, den Erben und Miteigentümer eines Bestattungsinstituts.
Bruni wohnt abwechselnd in Los Angeles, wo seine amerikanische Lebensgefährtin lebt, und in Berlin. Bruni betreibt das Restaurant „Pacifico“ in Berlin.

## Filmografie (Auswahl)
- 1999: Korea Shows Itself (Reality-Show; Korea)
- 2000: Oh Happy Day (Kinofilm; Korea)
- 2002: Who The Hell Are You (Soap; Korea)
- 2005: Das geheime Leben der Spielerfrauen
- 2005: Æon Flux
- 2006: Schüleraustausch – Die Französinnen kommen
- 2006: SOKO Kitzbühel – Tödliche Hände
- 2007: girl friends – Freundschaft mit Herz
- 2007: Rosamunde Pilcher – Sommer der Liebe
- 2007: Einsatz in Hamburg – Mord nach Mitternacht
- 2008: Das Traumpaar
- 2008: Das Traumhotel – Karibik
- 2009: Lost
- 2009: Kommissar LaBréa – Tod an der Bastille
- 2010: Kommissar LaBréa – Mord in der Rue St. Lazare
- 2010: Kommissar LaBréa – Todesträume am Montparnasse
- 2016: Ein Sommer in Südfrankreich
- 2016: Zeit für Legenden (Race)
- 2019: In aller Freundschaft – Die jungen Ärzte – Süßes oder Saures